# Ctenocistoïdeus
Els ctenocistoïdeus (Ctenocystoidea) són una classe d'equinoderms paleozoics, coneguts només en forma fòssil, atribuïts al subembrancament Homalozoa. Només inclou l'ordre Ctenocystida.

## Característiques
Els ctenocistoïdeus presenten una simetria gairebé bilateral. Tenien una teca molt semblant als Cincta (Homostelea), però no tenien aulacòfor (apèndix o braç terminal). El cos estava cobert de plaques; les marginals eren grans i allargades i formaven una vora que envoltava una multitud de plaques petites.
La característica distintiva del grup és la presència a la part anterior d'una estructura exclusiva, el ctenidi, compost per petites plaques allargades que formaven dues sèries a banda i banda de la boca. Després del ctenidi, existia un espai on s'allotjava el sistema ambulacral.

## Taxonomia
Els ctenocistoïdeus inclouen dues famílies y quatre gèneres:
- Família Ctenocystidae Sprinkle & Robison, 1978 †
  - Gènere Ctenocystis Robison & Sprinkle, 1969 †
  - Gènere Etoctenocystis Fatka & Kordule, 1985 †
  - Gènere Gilcidia Domínguez-Alonso, 1999 †

- Família Pembrocystidae Domínguez-Alonso, 1999 †
  - Gènere Pembrocystis Domínguez-Alonso, 1999 †